# Hondsrug

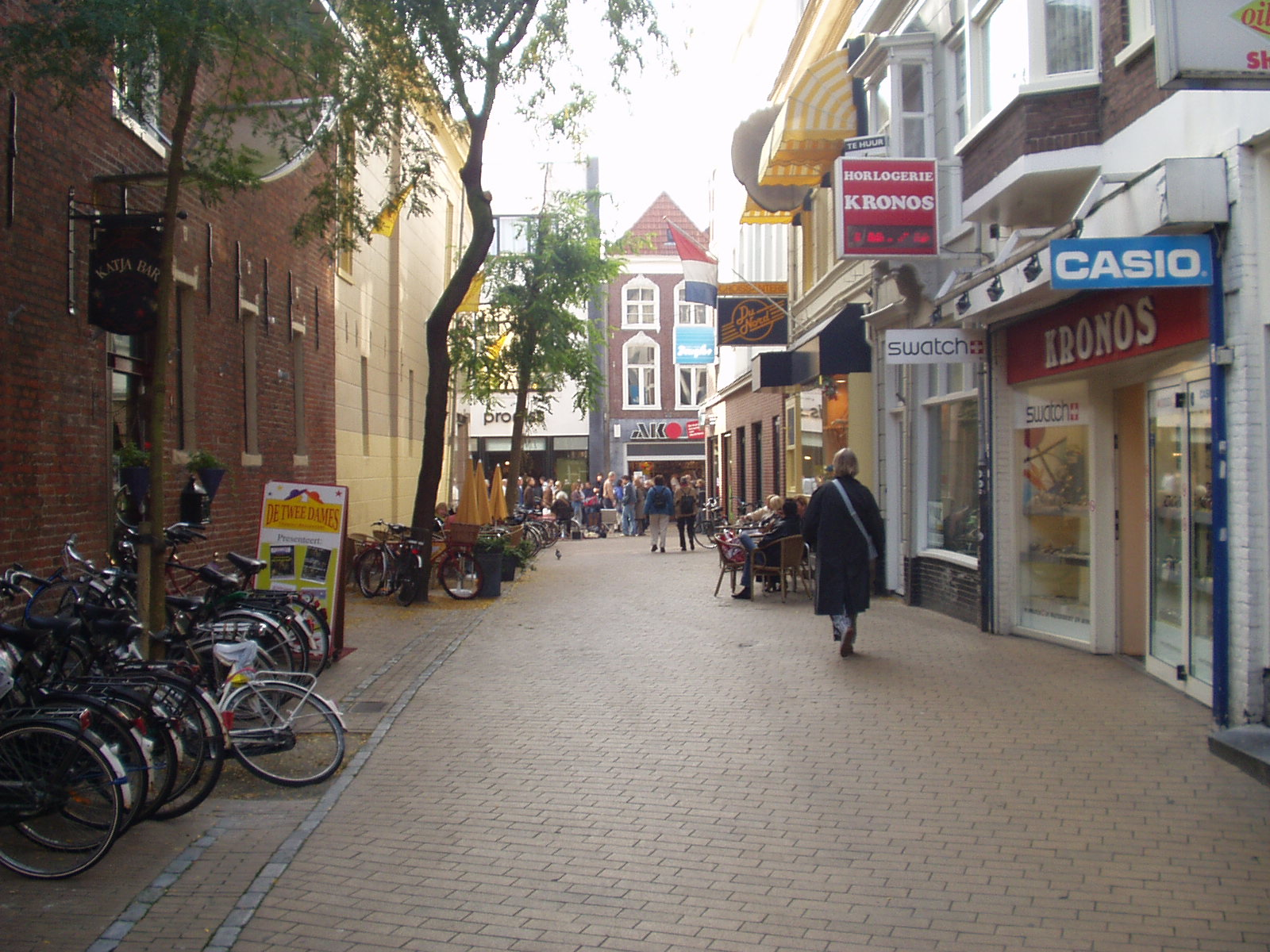
El Hoogstraatje a Groningen, turó situat més al nord del Hondsrug

Cross-secció

Hondsrug (pronunciació neerlandesa: [ˈɦɔndsrʏx]) és una sèrie de petits turons de sorra que s'estenen des de Groningen fins a la ciutat d'Emmen. Hondsrug té una longitud de 70 km i una alçada mitjana de 20 metres sobre el nivell del mar. Probablement van ser creats durant l'última glaciació. Està principalment localitzat en la província de Drenthe i en part en la província Groningen.
L'esperó del Hondsrug a Groningen ha provocat la creació de diversos pobles construïts amb terp: Adorp, Sauwerd, Wetsinge, Winsum, Baflo, Rasquert, Warffum, Usquert, Rottum.
En 2013, el Hondsrug ha estat reconegut per la UNESCO com el primer geoparc als Països Baixos.